# Apple TV (aplicativo)
TV (oficialmente conhecido como aplicativo Apple TV ou apenas app TV) é um aplicativo de mídia desenvolvido pela Apple Inc., originalmente exclusivo do reprodutor de mídia Apple TV e dispositivos rodando iOS; e foi previsto para, em 2019, ser oferecido em computadores Mac, vários modelos de Smart TV, dispositivos Roku e dispositivos Amazon Fire TV.
Ele fornece uma lista de programas de televisão disponíveis em aplicativos de vídeo sob demanda de redes de transmissão nacionais. Também serve como media player para programas de televisão e filmes comprados na iTunes Store, substituindo o aplicativo "Vídeos" em versões anteriores do iOS. O aplicativo foi introduzido pela primeira vez nos Estados Unidos, pré-instalado no tvOS 10.1 e no iOS 10.2 em 12 de dezembro de 2016. Mais tarde, foi introduzido na Austrália e no Canadá no tvOS 11 e iOS 11, em 19 de setembro de 2017. E apresentado posteriormente no Brasil e no México no iOS 11.3, em 30 de março de 2018.
Com atualizações programadas para serem lançadas em 2019, o aplicativo também funcionará como um hub central para o serviço Apple TV + da Apple, com conteúdo original criado pela Apple e seus parceiros, e seu serviço Apple TV Channels, que agrega vídeo à la carte sob demanda de serviços de assinatura populares, incluindo HBO e Showtime, disponível em alguns países.

## Recursos

### Versão 2.0 (2019)
O aplicativo contém sete seções, que são: Assistir agora, Filmes, Programas de TV, Esportes, Infantil, Biblioteca e Buscar.
- Assistir agora - Exibe as principais recomendações para filmes, programas de televisão e outras sugestões. A seção também permite que o usuário procure novos programas a partir de uma rotação de listas selecionadas e dos programas de TV e filmes mais populares. O usuário também pode procurar programas de televisão ou filmes por categoria. Quando um vídeo é selecionado na seção Assistir agora, o usuário é enviado para o aplicativo que é a fonte do conteúdo.
- Filmes - Integra-se com a iTunes Store para exibir filmes selecionados
- Programas de TV - Integra-se à iTunes Store para exibir programas de televisão com curadoria
- Esportes - Exibe eventos esportivos ao vivo e futuros (adicionados após o lançamento inicial)
- Infantil - exibe o conteúdo agregado dos aplicativos compatíveis com o Apple TV conectados ao ID Apple adequado para crianças
- Biblioteca - Permite ao usuário visualizar filmes e programas de televisão adquiridos pelo iTunes. O layout é semelhante ao do Apple Music no iOS 10.[14]
- Buscar - permite que o usuário pesquise programas de TV e filmes. Há listas de filmes e programas de televisão em alta exibidos na seção Pesquisar.

### Versão 1.0 (2016)
O aplicativo originalmente continha cinco seções: Assistir agora, Esportes, Biblioteca, Loja e Buscar.
- Assistir agora - Exibe as principais recomendações para filmes, programas de televisão e outras sugestões. A seção também permite que o usuário procure novos programas a partir de uma rotação de listas selecionadas e dos programas de TV e filmes mais populares. O usuário também pode procurar programas de televisão ou filmes por categoria.[17][14] Quando um vídeo é selecionado na seção Assistir agora, o usuário é enviado para o aplicativo que é a fonte do conteúdo.[14]
- Esportes - Exibe eventos esportivos ao vivo e futuros (adicionados após o lançamento inicial)
- Biblioteca - Permite ao usuário visualizar filmes e programas de televisão adquiridos pelo iTunes. O layout é semelhante ao do Apple Music no iOS 10.[14]
- Loja - permite que o usuário encontre aplicativos que permitem o usuário ver mais conteúdo na seção "Assista agora".[17][14]
- Buscar - permite que o usuário pesquise programas de TV e filmes.[15] Há listas de filmes e programas de televisão em alta exibidos na seção Pesquisar.[14]

## Histórico de lançamento
| Região         | Data                   | Ref.          |
| -------------- | ---------------------- | ------------- |
| Estados Unidos | 12 de dezembro de 2016 | [ 18 ] [ 19 ] |
| Austrália      | 19 de setembro de 2017 | [ 20 ]        |
| Canadá         | 19 de setembro de 2017 | [ 20 ]        |
| Noruega        | 31 de outubro de 2017  | [ 21 ]        |
| Suécia         | 31 de outubro de 2017  | [ 21 ]        |
| França         | 8 de dezembro de 2017  | [ 22 ]        |
| Alemanha       | 8 de dezembro de 2017  | [ 22 ]        |
| Reino Unido    | 8 de dezembro de 2017  | [ 22 ]        |
| Brasil         | 30 de março de 2018    | [ 23 ]        |
| México         | 30 de março de 2018    | [ 23 ]        |

O aplicativo está disponível para dispositivos tvOS e iOS, e está previsto para ser expandido em 2019 para macOS e até mesmo fora dos dispositivos da Apple, em vários modelos de televisores inteligentes, dispositivos Roku e dispositivos Amazon Fire TV.